# SRRM2
SRRM2‏ (Serine/arginine repetitive matrix 2) هوَ بروتين يُشَفر بواسطة جين SRRM2 في الإنسان.